# 南宫镇
南宫镇，是中华人民共和国贵州省黔东南苗族侗族自治州台江县下辖的一个乡镇级行政单位。
2016年1月14日，贵州省人民政府批复同意台江县部分乡镇行政区划调整，撤销南宫乡建制，设置南宫镇，撤乡设镇后行政区域和政府驻地不变。

## 行政区划
南宫镇下辖以下地区：
南宫村、展丰村、养开村、大田角村、展皆规村、交密村、交包村、石灰河村、汪江村、交宫村、交下村、拥党村、白帮村、岩板村、展忙村、东扛村、巫西村、巫细村、东衣村、展啊村、松老村、展吉村、南牛村和阶利村。

## 中国传统村落
2013年8月，交包村、交下村、交密村被评为第二批中国传统村落。